# Halové světové rekordy v atletice – muži
Přehled halových světových atletických rekordů mužů podle disciplín.
- Revidováno 17. 02. 2025

| Disciplína                                 | Atlet                                                     | Výkon      | Národnost              | Místo            | Datum      | Link AEEF |
| ------------------------------------------ | --------------------------------------------------------- | ---------- | ---------------------- | ---------------- | ---------- | --------- |
| Běh na 50 metrů                            | Donovan Bailey                                            | 5,56 s     | Kanada                 | Reno             | 09.02.1996 | Zde       |
| Běh na 60 metrů                            | Christian Coleman                                         | 6,34 s     | Spojené státy americké | Albuquerque      | 18.02.2018 | Zde       |
| Běh na 200 metrů                           | Frankie Fredericks                                        | 19,92 s    | Namibie                | Liévin           | 18.02.1996 | Zde       |
| Běh na 400 metrů                           | Michael Norman                                            | 44,52 s    | Spojené státy americké | College Station  | 10.03.2018 | Zde       |
| Běh na 800 metrů                           | Wilson Kipketer                                           | 1:42,67    | Dánsko                 | Birmingham       | 09.03.1997 | Zde       |
| Běh na 1000 metrů                          | Ayanleh Souleiman                                         | 2:14,20    | Džibutsko              | Stockholm        | 17.02.2016 | Zde       |
| Běh na 1500 metrů                          | Jakob Ingebrigtsen                                        | 3:29,63    | Norsko                 | Liévin           | 13.02.2025 | Zde       |
| Běh na 1 míli                              | Jakob Ingebrigtsen                                        | 3:45,14    | Norsko                 | Liévin           | 13.02.2025 | Zde       |
| Běh na 3000 metrů                          | Grant Fisher                                              | 7:22,91    | USA                    | New York         | 08.02.2025 | Zde       |
| Běh na 5000 metrů                          | Grant Fisher                                              | 12:44,09   | USA                    | Boston           | 14.02.2025 | Zde       |
| Běh na 50 metrů překážek                   | Mark McKoy                                                | 6,25 s     | Kanada                 | Kóbe             | 05.03.1986 | Zde       |
| Běh na 60 metrů překážek                   | Grant Holloway                                            | 7,29 s     | USA                    | Madrid           | 24.02.2021 | Zde       |
| Skok vysoký                                | Javier Sotomayor                                          | 243 cm     | Kuba                   | Budapešť         | 04.03.1989 | Zde       |
| Skok o tyči                                | Armand Duplantis                                          | 622 cm     | Švédsko                | Clermont-Ferrand | 25.02.2023 | Zde       |
| Skok daleký                                | Carl Lewis                                                | 879 cm     | Spojené státy americké | New York         | 27.01.1984 | Zde       |
| Trojskok                                   | Hugues Fabrice Zango                                      | 18,07 m    | Burkina Faso           | Aubiére          | 16.01.2021 | Zde       |
| Vrh koulí                                  | Ryan Crouser                                              | 23,38 m    | Spojené státy americké | Pocatell         | 18.02.2023 | Zde       |
| Sedmiboj                                   | Ashton Eaton                                              | 6 645 bodů | Spojené státy americké | Istanbul         | 10.03.2012 | Zde       |
| Chůze na 5 km                              | Michail Ščennikov                                         | 18:07,08   | Rusko                  | Moskva           | 14.02.1995 | Zde       |
| Běh na 4 × 200 metrů                       | Linford Christie Darren Braithwaite Ade Mafe John Regis   | 1:22,11    | Spojené království     | Glasgow          | 03.03.1991 | Zde       |
| Běh na 4 × 400 metrů                       | Amere Lattin Obi Igbokwe Jermaine Holt Kahmari Montgomery | 3:01,51    | Spojené státy americké | Clemson          | 09.02.2019 | Zde       |
| Běh na 4 × 800 metrů                       | Joseph Mcasey Kyle Merber Chris Giesting Jesse Garn       | 7:11,30    | Spojené státy americké | Boston           | 25.02.2018 | Zde       |
| Zdroj - Světové rekordy na World Athletics |                                                           |            |                        |                  |            |           |